# Isojärvi (Mäntsälä, Nyland, Finland)
Isojärvi eller Onkimaanjärvi är en sjö i Mäntsälä kommun och Borgnäs kommun i Finland.   Den ligger i landskapet Nyland, i den södra delen av landet, 50 km nordost om huvudstaden Helsingfors. Isojärvi ligger 59 meter över havet. Arean är 3,1 kvadratkilometer och strandlinjen är 9,27 kilometer lång. Sjön  ingår i Borgå å huvudavrinningsområde.   I omgivningarna runt Isojärvi växer i huvudsak blandskog.